# Pomejdin, Montana
Pomejdin (în bulgară Помеждин) este un sat în comuna Gheorghi Dameanovo, regiunea Montana,  Bulgaria. 

## Demografie
Componența etnică a satului Pomejdin
     Bulgari (100%)
     Nicio identificare (0%)
     Altele (0%)
La recensământul din 2011, populația satului Pomejdin era de 17 locuitori. Din punct de vedere etnic, toți locuitorii erau bulgari.